# Merry-sur-Yonne
Merry-sur-Yonne é uma comuna francesa na região administrativa de Borgonha-Franco-Condado, no departamento de Yonne. Estende-se por uma área de 23,44 km². Em 2010 a comuna tinha 197 habitantes (densidade: 8,4 hab./km²).